# Derrick Jones
Derrick Labrent Jones Jr (ur. 15 lutego 1997 w Chester) – amerykański koszykarz, występujący na pozycji niskiego skrzydłowego, od 2023 zawodnik Dallas Mavericks.
7 grudnia 2017 został zwolniony przez Phoenix Suns. 31 grudnia podpisał umowę z Miami Heat na występy zarówno w NBA oraz zespole G-League – Sioux Falls Skyforce.
22 listopada 2020 zawarł kontrakt z Portland Trail Blazers. 28 sierpnia 2021 został wytransferowany do Chicago Bulls. 18 sierpnia 2023 dołączył do Dallas Mavericks.

## Osiągnięcia
Stan na 18 września 2023, na podstawie, o ile nie zaznaczono inaczej..

### NCAA
- Lider konferencji Mountain West (MWC) w skuteczności rzutów za 2 punkty (2016)[7]

### NBA
- Wicemistrz NBA (2020)
- Zwycięzca konkursu wsadów NBA (2020)[8]
- Finalista konkursu wsadów NBA (2017)[9]